# Зільке Ліппок
Зільке Ліппок (нім. Silke Lippok, 31 січня 1994) — німецька плавчиня.
Учасниця Олімпійських Ігор 2012 року.
Призерка Чемпіонату світу з водних видів спорту 2011 року.
Чемпіонка Європи з водних видів спорту 2010, 2012 років.
Чемпіонка Європи з плавання на короткій воді 2011 року, призерка 2010 року.
Призерка Чемпіонату світу з плавання серед юніорів 2008 року.